# The Way Out Is Broken
The Way Out Is Broken es un EP de la banda Armor for Sleep, disponible solo a través de descargas digitales y no por un medio físico. Contiene lados B y canciones excluidas de su anterior trabajo discográfico Smile For Them. Los fanes pudieron comprar una tarjeta de descarga de Armor for Sleep en las fechas posteriores a la gira 2008 Projekt Revolution, la que les permitió descargar el EP el día de su lanzamiento.

## Lista de canciones
1. "This Abyss" - 3:43
2. "Vanished" - 3:26
3. "We'll Own the World" - 3:23
4. "Know What You Have" - 4:54
5. "The Way Out Is Broken" - 3:29[3]